# Edward Spencer
Edward Adams Spencer (5 de noviembre de 1881, 6 de mayo de 1965) fue un atleta de pista y de campo británico que compitió en los Juegos Olímpicos de 1908. Spencer ganó una medalla olímpica de bronce en los Juegos Olímpicos de Londres 1908 en los 10 kilómetros marcha, detrás de sus compatriotas George Larner y Ernest Webb. Hubo 25 participantes de ocho países.